# Městská elektrárna v Písku
Městská elektrárna v Písku je nejstarší fungující hydroelektrárnou v Česku. Elektrárna byla zřízena po úspěšné demonstraci osvětlení centra města Františkem Křižíkem 23. června 1887. Písek se tak stal prvním městem v Čechách se stálým veřejným elektrickým osvětlením. Byla uvedena do provozu 31. srpna 1888 v prostorách tehdejšího Podskalského mlýna. Objekt včetně strojního vybavení je chráněn jako kulturní památka České republiky.. Pracují v něm dvě Francisovy turbíny.
Městská elektrárna v Písku je nejstarší veřejnou fungující hydroelektrárnou v Čechách. Elektrárna vznikla přestavbou původního Podskalského mlýna poté, co v Písku František Křižík nejprve provedl úspěšnou demonstraci osvětlení centra města obloukovými lampami. Toto předvedení veřejného elektrického osvětlení se uskutečnilo ve čtvrtek 23. června 1887 kolem desáté hodiny večer a mělo u místních obyvatel ohromný úspěch. Písek se tak stal prvním městem v Čechách se stálým veřejným elektrickým osvětlením. Elektrárna byla po předchozím téměř ročním počátečním zkušebním provozu oficiálně spuštěna 31. srpna 1888 v prostorách tehdejšího Podskalského mlýna a zpočátku ji poháněla vodní kola na spodní vodu. Dnes patří do seznamu kulturních památek a již od roku 1901 v ní pracují dvě francisovy turbíny vyrobené karlínskou firmou J. C. Bernard.
V současnosti se v budově elektrárny uskutečňují komentované prohlídky, které zaštituje Prácheňské muzeum. Prostor elektrárny by měl v budoucnu projít celkovou revitalizací a proměnou.

## Galerie
- Strojovna písecké elektrárny (video)

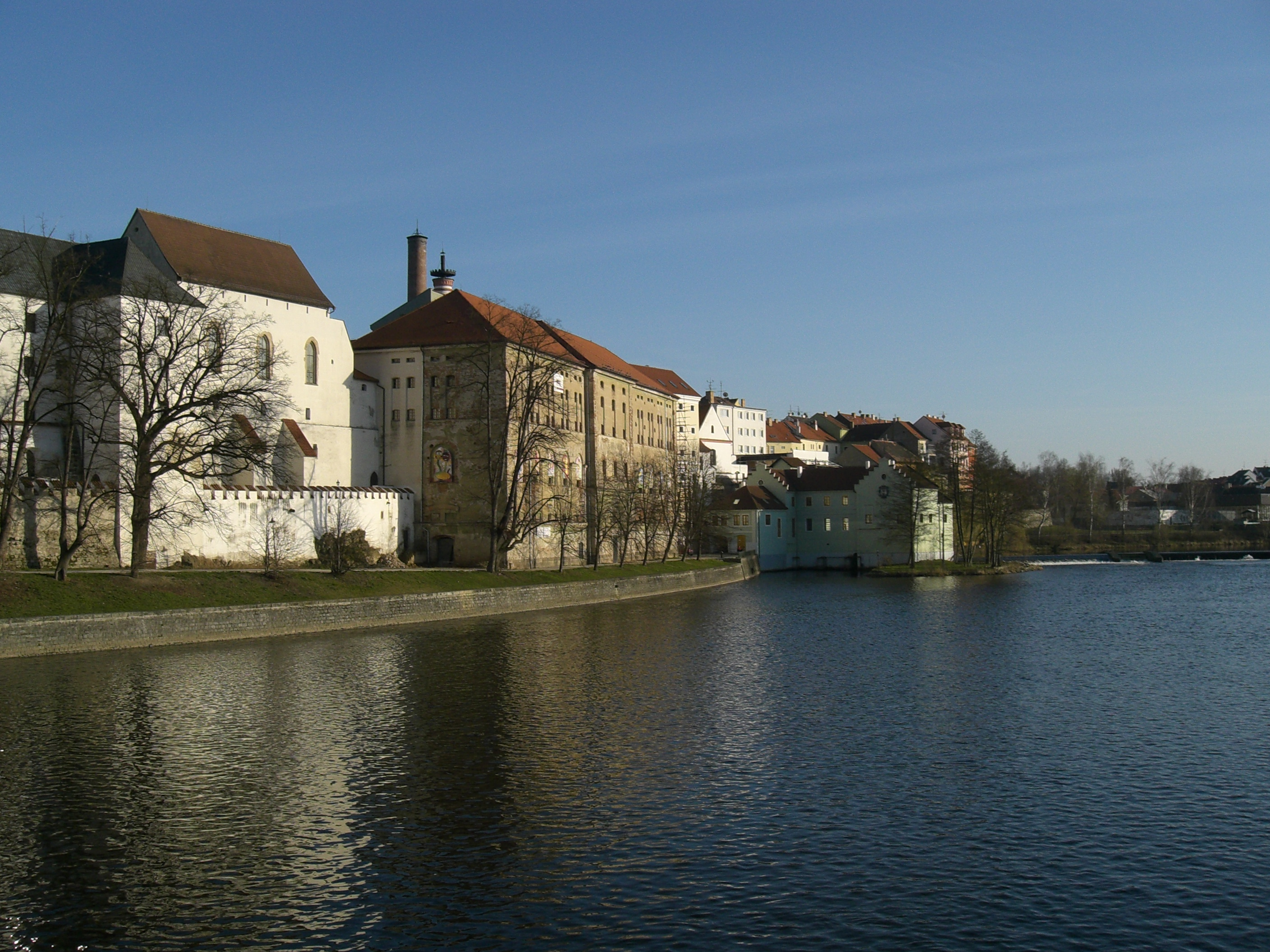
Pohled na Písecký hrad a elektrárnu z Kamenného mostu
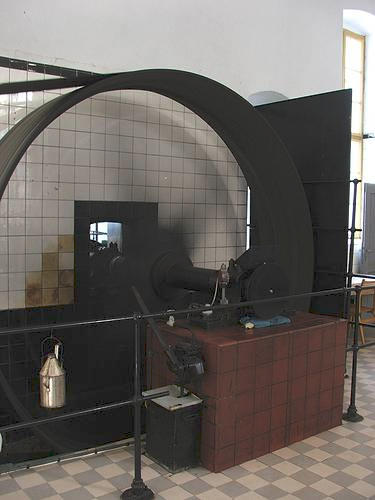
Pohled do strojovny